# 牧場物語3 ハートに火をつけて
『牧場物語3 ハートに火をつけて』（ぼくじょうものがたりスリー ハートにひをつけて）は、2001年7月5日にビクターインタラクティブソフトウエアによって発売されたPlayStation 2用シミュレーションゲーム。海外では『Harvest Moon: Save the Homeland』という名称で発売されている。
2009年3月19日にはリメイク作品であるPlayStation Portable用ソフト『牧場物語 シュガー村とみんなの願い』がマーベラスエンターテイメントから発売された。

## システム
- 出荷箱が廃止され、産物は店などに直接売りにいく形になった。それにより従来のシリーズに比べると、リュックの大幅な拡張が行われている。
- 家畜は牛が最大5頭、鶏が最大6羽まで飼える。今作では羊が存在しない。
- 犬を飼うには野良犬との好感度をあげる必要がある。また犬は赤いスカーフを巻いたタレ耳の犬と、青いスカーフを巻いた尖った耳の犬の2種類存在する。
- 牧草は最初から牧草地として存在し、育ちきった牧草を3つ刈ると1つの飼い葉として牧場に蓄えられる。
- 畑で育てられる野菜はジャガイモ（単作）、トマト（連作）、トウモロコシ（連作）、パンの実（連作）の4種類のみ。

## あらすじ
「祖父の牧場を手放し、レジャーランドの建設をする」という父から届いた一通の手紙を受け取り、主人公は牧場の荷物の整理のために牧場へと赴く。牧場に着いた主人公は精霊のコロボックルと出会い、この牧場が無くなったら居場所がなくなってしまうことを告げられる。そしてレジャーランドの建設が始まると、村の人々も居場所がなくなってしまう。主人公は村を救うための解決策を探し始める。
エンディングは1種類のノーマルエンドと9種類のグッドエンドが存在しており、その中には途中で分岐するものもある。なお、エンディング後は一部のデータを引き継いで最初からプレイ可能（強くてニューゲームのようなシステム）。
また、プレイ期間は1年間（120日）だが、エンディングを迎えた時点でゲームが終了するため、冬の月が来ないうちにゲームが終わることもある。

### エンディング一覧
ノーマルエンド
村が取り壊されレジャーランドになることが決定。女神さまとコロボックルズが引越しの相談をする。
宝の地図が見つかった黄金イモの種の物語
キーキャラクター：ティム / ディア（途中でストーリーが分岐し、ティム編かディア編となる）
後日談：ティムが冒険に旅立つ（ティム編）、主人公とディアが結ばれる（ディア編）。
幻の魚を釣り上げた物語
キーキャラクター：シン、ハヤト
後日談：シンとケティが両思いになる。
コンテストに出品するケーキ作りの物語
キーキャラクター：ケティ
後日談：主人公とケティが結ばれる。
ブルーミストとるり色オオアゲハの物語
キーキャラクター：バジル、ライラ、（ハヤト）
後日談：主人公とライラが結ばれる。バジルが他の村の女性と結婚する。
女神さまの衣装作りの物語
キーキャラクター：ジーナ、ケティ、（ディア）
後日談：主人公とジーナが結ばれる。
草競馬で優勝した馬の物語
キーキャラクター：カザン、サラ
後日談：主人公とカザン、サラが次回の草競馬に向けて特訓する。
天然記念物テンの物語
キーキャラクター：サラ、コロボックルズ
後日談：主人公とサラが結ばれる。
幸せを呼ぶ青い鳥の物語
キーキャラクター：ルーン、（ライラ）
後日談：ルーンがライラに告白する。

## 登場人物
主人公
牧場にやってきた男の子。公式ネームはトーイ。身長体重共に不明。
ケティ
身長：152cm 体重：41kg
カフェレストランのマスターの孫娘。湖畔の茶店に住む、少し生意気だが明るい女の子。16歳。茶店のウェイトレスも勤める。お菓子作りに興味を持ち子供っぽいところがあるが、村のことやウォールのことを大事に思っている。好きなものはチーズ。
ウォール
身長：162cm 体重：53kg
ケティの祖父。62歳。物腰穏やかな茶店のマスター。主人公の祖母に特別な想いを抱いていたらしい。好きなものは魚料理。
ディア
身長：157cm 体重：43kg
別荘に住むお嬢様。17歳。最初は高飛車な態度で主人公に接するが、親しくなると笑顔を見せる。家庭に複雑な事情を抱えているらしく、それが田舎の別荘にいることに関係している。好きなものはブルーベリーだが、親しくないうちは素直に喜んでくれない。
ジーナ
身長：158cm 体重：45kg
内気でおとなしい女の子。17歳。別荘で働く家政婦であると同時に、ディアの理解者でもある。料理上手でおだてもいいが、自分に自信を持てないでいる。好きなものは魚料理や卵。
マーサ
身長：160cm　体重：68kg
ジーナの祖母。56歳。ジーナと同じく別荘で働く家政婦。雇い主であるディアのことも、ジーナと同様に大切に思っている。
ライラ
身長：162cm 体重：52kg
いつも笑顔の花屋の店主。22歳。お菓子作りと恋が趣味で、バジルに好意を寄せている。おっとりしているが、行動力は高い。好きなものは花全般。
ルーン
身長：174cm 体重：54kg
道具屋の店主。24歳。まじめで温和な性格だが、気弱なところがある。フルートを吹くことが趣味。ライラに好意を抱いているが、当の本人には相手にされていない模様。好きなものは卵料理。
バジル
身長：174cm 体重：58kg
世界中を旅するプラントハンター。21歳。ロマンチストで情熱家。ロナルドとは気が合うようである。好きなものはハーブ類。
カザン
身長：195cm 体重：105kg
ブラウニー牧場の経営者。26歳。親しくなると馬を預からせてもらえる。サラとは昔結婚の約束を交わしたらしく、彼女に気がある。見た目に似合わず甘いものが好き。
ティム
身長：143cm 体重：39kg
カザンの弟。12歳。トレジャーハンターを夢見ている。旅に出るための資金をロナウドの店でバイトして稼ぐなど、夢にまっしぐらな少年。好きなものは卵。
サラ
身長：164cm 体重：50kg
森の職人の娘の姉御肌な女の子。18歳。動物が好きでブラウニー牧場には頻繁に出向いている。軟弱な男が嫌い。運動神経が良く乗馬が得意。好きなものはフルーツ類。
ウッド
身長：165cm 体重：63kg
職人の親方でサラの祖父。60歳。職人気質だが面倒見が良く、親しくなると気さくに話しかけてくる。
シン
身長：179cm 体重：72kg
森の職人で明るく気さくな見習い。23歳。ケティに好意を寄せているが、当の本人は気づいていない。釣りが趣味だが腕前はあまりよくないため、大きな魚をあげると「あてつけだ！」と怒る。好きなものは魚料理。
ハヤト
身長：178cm 体重：63kg
森の職人で寡黙で無愛想な見習い。21歳。ディアが気になっている。ハヤトの友好度が高いと、あるイベントでは主人公に代わりディアの説得に当たる。好きなものはトマト。
ロナルド
身長：188cm 体重：80kg
陽気なラテン系の食品店の店主。38歳。自前でパンや卵を作るなどバイタリティあふれる人物。好きなものは酒やケーキ。
マリナ
身長：170cm 体重：ヒ・ミ・ツ
シュガー村の泉に住む女神様だが、割とフランクな性格をしている。作物をあげると一日一つだけ願いを叶えてくれる。好きなものは花など。雨の日は機嫌が悪い。
デビット
身長：32cm 体重：2.5kg
コロボックル3人組の赤色の服を着たコロボックル。リーダー的存在。
エボニー
身長：29cm 体重：2.1kg
コロボックル3人組の青色の服を着たコロボックル。泣き虫。
フラット
身長：30cm 体重：3.2kg
コロボックル3人組の黄色の服を着たコロボックル。昼寝好き。

## 牧場物語 シュガー村とみんなの願い
『牧場物語 シュガー村とみんなの願い』（ぼくじょうものがたり シュガーむらとみんなのねがい）は、マーベラスエンターテイメントから2009年3月19日に発売されたPlayStation Portable用シミュレーションゲーム。アメリカでは『Harvest Moon: Hero of Leaf Valley』という名称で2010年4月27日に発売されている。

### ゲーム内容
『3』からの変更点のみを記述する。
プレイ期間が2年となり、新キャラクターの追加やシステムの変更がされている。エンディング後も継続プレイが可能である。
本作ではマルチエンディングではなくマルチシナリオとなっており、複数のシナリオを同時に進行させることができる。ヒロインが絡むシナリオをクリアした場合はストーリーエンディングの後にヒロイン個別のエンディングが挿入され、複数のシナリオをクリアしていた場合は好感度が一番高いヒロインが優先される。また、ヒロインの好感度が最大近くあると神父から結婚を勧められるイベントも挿入される。
シナリオの内容は『3』に収録された9つのエンディングとはほぼ同じだが、「幸せを呼ぶ青い鳥の物語」がオーレリアのエピソードに変更されている。

### 新キャラクター
主人公
前述の通り『3』主人公とほぼ同様の外見だが、後ろ髪が短くなっている。公式ネームは設定されていない。
アリス
レジャーランドカンパニーの社長。強行手段で村を破壊しようとするも主人公に妨害されたり、自分たちが作った機械のトラブルで危機に陥った挙句に敵対しているはずの主人公によって助けられたりしていき、その過程で主人公に特別な想いを抱き始める。花嫁候補だが初期は好感度の最大値に上限があり、イベントで適切な選択肢を選ぶことで制限が解除されていく。特定のルートでは3年目以降も村に残るが、基本的にはチャールズやドジソンと同じく3年目以降は村からいなくなる。
チャールズ
アリスの部下の社員。赤い髪で長身の男。ナルシストでメカニック担当。どのエンディングを迎えても3年目以降は村を去る。
ドジソン
アリスの部下の社員。ハゲた小太りの男。一言多い性格で、それが原因でアリスたちから責められることも多い。カンパニー三人組の中では比較的主人公に友好的。どのエンディングを迎えても3年目以降は村を去る。
ルドルフ
カンパニーに雇われた鉱夫。鉱山か酒場にいることが多い。普段は寡黙だが、酒に酔うと人が変わったように自分のことをベラベラと喋る。
チェスター
突然村にやってきた神父。女神さまを信仰しており、その素晴らしさをシュガー村の人々に教えようとしている。悪意はないものの奇抜な言動が多いため誰からも相手にされていない。
オーレリア
チェスターと共にやってきたシスター。サバサバした男勝りな性格。昔は荒れていたらしいが、チェスターと出会ったことで更生した。その一方、チェスターのおかしな言動に突っ込みを入れる。オカリナの演奏が得意。花嫁候補。
ぽんた（ぽん太）
主人公だけに見える怪力を持つタヌキの妖怪。魚を渡すと魚拓かレシピにしてくれる。口癖は「 - タヌ」。『川のぬし釣り こもれびの谷せせらぎの詩』（プロデューサー及びキャラクターデザイナーが本作と同一）からのゲストキャラクター。
ゴル・ドド
エンディング後に現れる異国の商人。わずかな単語を片言で喋るのみで、通常の彼の台詞は意味をなさない記号の羅列で表現される。クズ鉱石を渡すとアクセサリーを作ってくれる。

### 開発（シュガー村）
リメイクに当たっては、オリジナルを意識しすぎないようにするという方針がとられた。

### = キャラクターセッティング
当初主人公はオリジナル版『3』と同様のデザインになる予定だったが、開発中盤に広報担当者が長髪に対して苦言を呈したため、後ろ髪を短くした。また、グラフィックデザイナーのKは、公式サイト内のインタビューの中で、主人公の色変更服装案には苦戦したと語っており、帽子のつばをくちばしに見立てたペンギン風の衣装では遠くからではわかりにくいといった例を挙げている。
既存キャラクターのうち、ライラは秘められた妖艶さを演出するためにオリジナルよりも胸の大きなデザインとなった。
一方で、女医や村長など、オリジナル版の登場人物の中には本作への登場を見送られたキャラクターもいる。
新キャラクターのうち、アリスは新たな恋愛対象とレジャーランド側の人間を登場させたいという思いから誕生した。最初期の案では、序盤のチュートリアルにて主人公の牧場に手伝いに来る記憶喪失の少女という設定だったが、ほかの恋愛対象ヒロインとの兼ね合いから、「けなげなふりをした、冷徹なレジャーランドカンパニーの社長」という設定に変更した。プロデューサーを務めた中野魅はこの設定を気に入っていたものの、まだ主人公との交流が多すぎると感じたため、現在の形に変更した。
また、デザイン面においてもアリスの設定は変更を重ねており、初稿ではより近未来的なデザインだったが、中野の意向によってかわいらしいデザインへと変更された。次いで提出された第2稿ではA案とB案が用意の2種類がされており、最終的にはA案が採用された。
中野は公式サイトとコラムの中で「最終的には、アリスのゴージャスな感じをうまく表現できたのではないかと思っています。」と振り返っている。
アリスの設定が固まった後、取り巻きのチャールズとドジソンが考案された。
中野はこの場合美男子と小太りという凸凹コンビがよいだろうと考えていた矢先、キャラクターデザイナーのまつやまから提出されたデザインを見た時は驚いたものの、意外となじんだと振り返っている。
また、初期案ではドジソンがメカニックという設定だったが、途中でチャールズがメカニックという設定に変更され、ドジソンは余計な一言を言う役割に変更された。これについて中野は、憎めない性格ゆえにドジソンがアリスの側近でいられるのだろうと推測している。
加えて、本作にはメカ類といった近代的な要素も登場しており、Kはデザインが怖くなりすぎないか、カンパニーの周りだけ近代的なので雰囲気を壊さないか心配していたが大丈夫だったと振り返っている。
プロデューサーを務めた中野は公式サイトのコラムの中で、新キャラクターのうち、オーレリアは自分の中でイメージがあったものの、なかなか理解されなかったと振り返っている。また、当初ぽんたは通常の人間と同じ大きさとなる予定だったが、度重なるリテイクの末、人間よりも小さなサイズに変更された。

## 評価
『牧場物語3 ハートに火をつけて』はGameRankingsとMetacriticの両方で76％のスコアで肯定的なレビューを受けた。電撃PlayStationソフトレビューでは75、65の135点。レビュアーは3D化で臨場感はあるが視点操作が不便で地形も覚えないと移動がスムーズにならない、アイテムを多数所持できるが逆にマイナスになっているといった変更点に快適さがあまりないとした。
『牧場物語 シュガー村とみんなの願い』は肯定的にレビューされた。Metacriticのスコアは74。IGNは「操作にはイライラすることもあるかもしれない」と評したが「私は収穫を中々やめられなかった」とした。